# Jens Melzig
Jens Melzig (* 28. September 1965 in Cottbus) ist ein ehemaliger deutscher Fußballspieler. In der höchsten Spielklasse des DDR-Fußballs, der Oberliga, spielte er für Energie Cottbus genauso wie in der Fußball-Bundesliga, wo er auch für Bayer 04 Leverkusen spielte.

## Sportliche Laufbahn

### Gemeinschafts-, Club- und Vereinsstationen
Jens Melzig begann seine Laufbahn im höherklassigen Männerbereich bei Energie Cottbus Mitte der 1980er-Jahre, zunächst in der 2. Mannschaft in der drittklassigen Bezirksliga und dann in der 1. Vertretung in der Liga, der zweithöchsten Spielklasse im DDR-Fußball. Mit der Energie-Elf gelang ihm zweimal der Aufstieg in die Oberliga: 1985/86 und 1987/88.
In der letzten eigenständigen Saison des ostdeutschen Erstligafußballs verpasste Melzig mit den Lausitzern in der Qualifikationsrunde den Gang in die 2. Bundesliga im Rahmen der Zusammenführung von ost- und westdeutschem Fußball. Er selbst bot sich mit seinen Leistungen sogar für einen Vertrag eine Liga höher an: Im Sommer 1991 wechselte der Verteidiger zum sächsischen Erstligisten Dynamo Dresden, der an der Premierensaison der gesamtdeutschen Bundesliga teilnahm.
In Dresden konnte sich Melzig sofort als Stammspieler etablieren und bereits 1993 wurde der Manndecker vom Bundesligaspitzenclub Bayer 04 Leverkusen verpflichtet. Beste Platzierung mit Bayer war der 3. Platz im Spieljahr 1993/94. Im Jahr 1995 wechselte Melzig in die 2. Liga zum Chemnitzer FC, mit dem er allerdings am Ende der Saison 1995/96 in die damals drittklassige Regionalliga absteigen musste.
1996 unterschrieb Melzig bei seinem alten Verein Energie Cottbus, der zum damaligen Zeitpunkt ebenfalls in der Regionalliga antrat. Mit Cottbus erreichte er überraschend 1996/97 das Endspiel im DFB-Pokal (0:2 gegen den VfB Stuttgart) sowie in Entscheidungsspielen der Meister der Regionalligen Nord und Nordost den Aufstieg in die 2. Bundesliga.
Den Weg der Lausitzer in die 2. Liga ging Melzig im Sommer 1997 jedoch nicht mehr mit, sondern verabschiedete sich in Richtung Hauptstadt zu Tennis Borussia Berlin. Mit den Lila-Weißen scheiterte er zunächst in der Relegation zur 2. Bundesliga an Hannover 96, das sich im Vorjahr Cottbus geschlagen geben musste. Aber über die jenen beiden Spielen nachgelagerte Deutsche Amateurmeisterschaft gelang Tennis Borussia 1998 der Sprung ins Unterhaus des Lizenzfußballs. In den kommenden zwei Spieljahren trat Melzig damit wieder zweitklassig an, bevor er bei der SG Sielow seine Karriere ausklingen ließ.

### Auswahleinsätze
Im Frühjahr 1990 wirkte der Energie-Verteidiger in einer Partie der wiederbelebten DDR-B-Nationalelf mit. An der Seite von Frank Lieberam, Olaf Holetschek, Heiko Scholz und Energie-Teamkamerad Jörg Schwanke gewann Melzig das Spiel mit dieser Auswahl des DFV gegen Schottlands Reserve mit 2:1.

### Statistik
- Oberliga: 92 Spiele (neun Tore)
- Liga: 52 Spiele (drei Tore)
- Bundesliga: 103 Spiele (drei Tore)
- 2. Bundesliga: 63 Spiele (zwei Tore)

## Weiterer Werdegang
Aktuell ist Melzig als Fußballlandestrainer beim FLB aktiv und spielt bei der SG Sielow (Altliga Ü35).